# Офицер и джентълмен
„Офицер и джентълмен“ (на английски: An Officer and a Gentleman) е американска романтична драма от 1982 г. на режисьора Тейлър Хакфорд. Сценарият е на Дъглас Дей Стюарт, който е копродуцент с Дъглас Дей Стюарт. Във филма участват Ричард Гиър, Дебра Уингър и Луис Госет-младши.